# پادشاه دزدان (فیلم ۲۰۱۸)
پادشاه دزدان (به انگلیسی: King of Thieves) یک فیلم در ژانر جنایی محصول ۲۰۱۸ بریتانیا به کارگردانی جیمز مارش است. این فیلم براساس داستانی واقعی است و در مورد یکی از بزرگترین دزدی‌های تاریخ است که گروهی از مجرم‌ها نقشه عظیم‌ترین دزدی تاریخ بریتانیا را می‌کشند. ستارگان ایفای نقش کننده در این فیلم مایکل کین، جیم برودبنت، تام کورتنی، چارلی کاکس، پل وایتهاوس، مایکل گمبون و ری وینستون هستند.

## داستان فیلم
برایان ریدر یک دزد سابق است که اکنون بازنشسته شده است.  برایان در مراسم تشییع جنازه همسرش، دوستان قدیمی دوران جوانی خود را می بیند.  آنها بطور خلاصه در مورد علاقه خود به انجام یک سرقت دیگر با هدف قرار دادن صندوق امانات هاتون گاردن صحبت می کنند.  مدت کوتاهی پس از تشییع جنازه، برایان و سارقان دیگر با هم ملاقات می کنند تا به طور جدی دزدی را برنامه ریزی کنند.  تقریباً همه آنها مردان مسنی هستند که در دهه های ۶۰ و ۷۰ زندگیشان هستند و تنها مرد جوان‌ گروه ، باسیل، متخصص سیستم های هشداردهنده است که با کلید درب بیرونی ساختمان حاوی صندوق امانات می‌آید.
دزدها تصمیم می گیرند سرقت خود را در تعطیلات آخر هفته عید پاک انجام دهند تا زمان خود را برای سرقت به حداکثر رسانده و خطر کشف شدن را به حداقل برسانند.  آنها با ظاهری شبیه به تعمیرکاران گاز، وارد ساختمان سپرده شده ، آلارم ها را غیرفعال کرده و اقدام به سوراخ کردن دیواره طاق می کنند. در هنگام دزدی جکی که برای دور کردن گاوصندوق از دیوار استفاده می‌کنند می‌شکند و موجب تغییراتی در طرح و افزایش زمان دزدیشان میشود.
همه ی آنها می روند و قصد دارند روز بعد با ابزار جدید برگردند.  با این حال، برایان ، در دلش به این نتیجه می‌رسد که برگشتن خیلی خطرناک است.
باسیل با برایان ملاقات می کند تا او را متقاعد کند که برگردد و دزدی را تمام کنند.  برایان امتناع می کند، اما یادداشتی به باسیل میدهد که در آن صندوقهای امانات حاوی با ارزش ترین الماس ها را ذکر کرده و در عوض، باسیل قول می‌دهد که نیمی از سهم خودش از سرقت را به برایان بدهد.